# David Kevin O’Connor
David Kevin O’Connor (* 15. November 1957) ist ein US-amerikanischer Philosoph.

## Leben
Er studierte von 1978 bis 1980 an der University of Notre Dame Ökonomie/Philosophie (B.A.) und von 1980 bis 1985 an der Stanford University Philosophie (Ph.D.). Seit 2018 ist an der University of Notre Dame Professor für Philosophie.
Seine Forschungsgebiete liegen in der antiken Philosophie, Ästhetik, Ethik und politischen Philosophie.

## Schriften (Auswahl)
- mit Carnes Lord (Hrsg.): Essays on the foundations of Aristotelian political science. Berkeley 1991, ISBN 0-520-06711-8.
- (Hrsg.): The Symposium of Plato. Symposium the Shelley translation. South Bend 2002, ISBN 1-58731-802-4.
- Plato's bedroom. Ancient wisdom and modern love. South Bend 2015, ISBN 978-1-58731-652-4.